# Robert Yewdall Jennings
Robert Yewdall Jennings (19 octobre 1913 - 4 août 2004) est professeur Whewell de droit international à l'Université de Cambridge de 1955 à 1982 et juge à la Cour internationale de justice (CIJ) à partir de 1982. Il est président de la CIJ entre 1991 et 1994 avant de démissionner de la Cour le 10 juillet 1995.

## Jeunesse et éducation
Jennings est né dans le Yorkshire, en Angleterre, dans le village d' Idle où son père travaille dans une petite entreprise manufacturière et sa mère est tisserande.
Éduqué à l'école locale du village d'Idle, puis à la Belle Vue Grammar School de Bradford, il étudie ensuite l'histoire au Downing College de Cambridge. Après avoir obtenu un diplôme de première classe supérieure, l'attribution d'une bourse Squire Law et une aide de sa collectivité locale lui fournissent le soutien financier qui lui permet de poursuivre ses études de droit. Jennings excelle, obtenant des honneurs de première classe dans les deux parties du Cambridge Law Tripos et dans le diplôme de troisième cycle LLB, et se voyant attribuer les bourses Whewell et Cassell. Il obtient ensuite son LL. B. de la même institution et remporte ensuite la bourse commémorative Joseph Hodges Choate à l'Université Harvard.

## Carrière
Après Harvard, Jennings travaille comme assistant à la London School of Economics. À partir de 1939, il est membre du Jesus College de Cambridge et reçoit la médaille Hudson de l'American Society of International Law. Il sert dans le Corps du renseignement pendant la Seconde Guerre mondiale. En 1955, il succède à Hersch Lauterpacht comme professeur Whewell de droit international, poste qu'il occupe jusqu'en 1982.
Il est fait chevalier en 1982. Il est président de l'Institut de droit international, reçoit des doctorats honorifiques des universités de Hull, de Leicester et de la Sarre, ainsi que d'Oxford et de Cambridge. Il est ensuite juge à la Cour internationale de justice de 1982 à 1995 et la préside de 1991 à 1994.
Il est rédacteur du British Yearbook of International Law et co-auteur (avec Arthur Watts) de la 9e édition de l'ouvrage d'Oppenheim International Law. L'Université de Leicester nomme une chaire en son honneur ; Malcolm Shaw occupe la chaire jusqu'en 2011. Katja Ziegler est l’actuelle professeure de droit international Sir Robert Jennings

## Vie privée
Il épouse Christine Bennett (décédée en 2022) et ont un fils et deux filles. En dehors de son domaine juridique, il aimait passer du temps dans le Lake District depuis un petit cottage à Eskdale près de Scafell Pike, passant du temps à jardiner et à reconstruire des murs en pierres sèches.
Robert Yewdall Jennings est décédé le 4 août 2004 (à l'âge de 90 ans) et est enterré dans le Cambridgeshire, en Angleterre.